# Gustaw Ejsmont

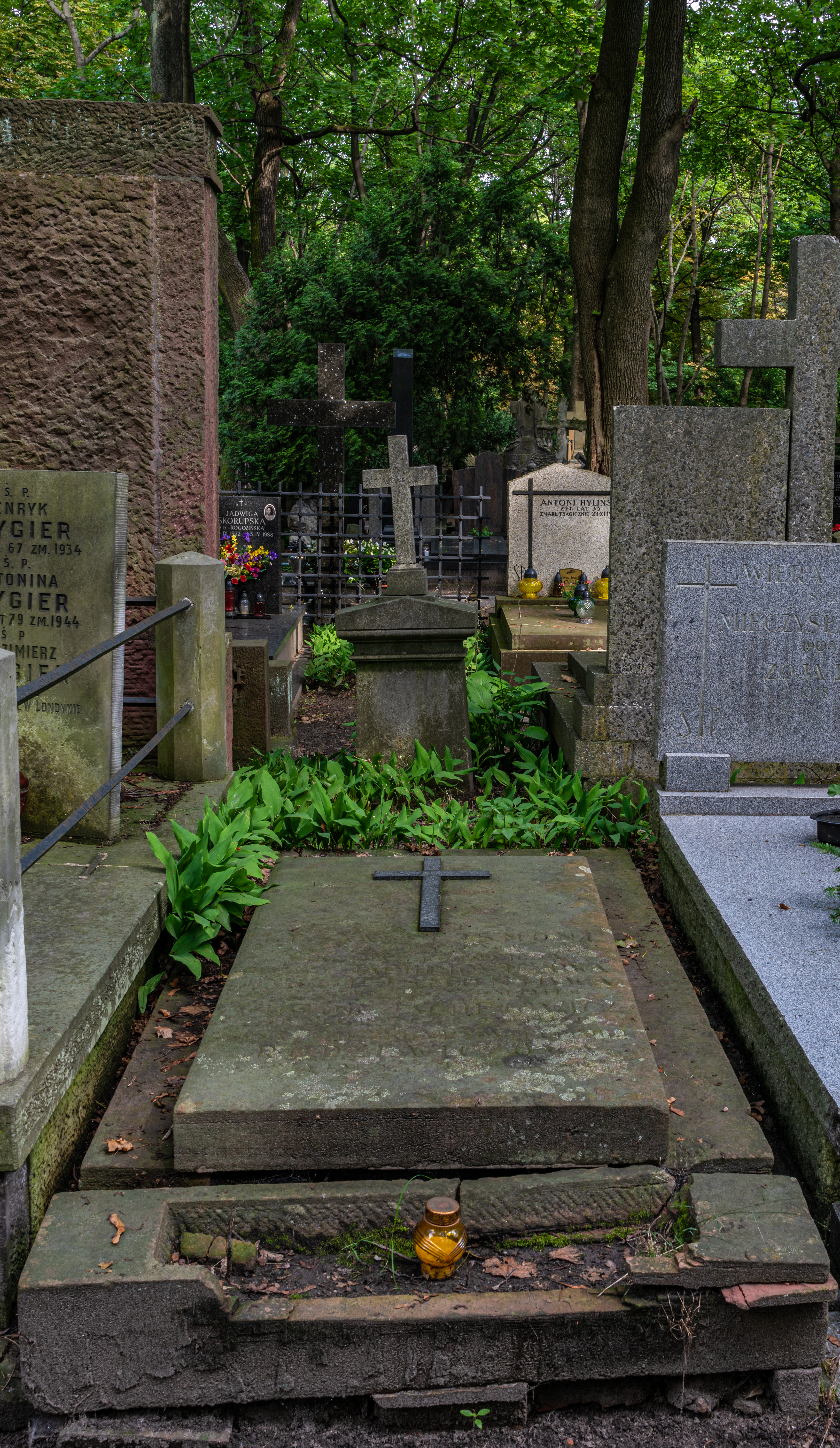
Grób Gustawa Ejsmonta na cmentarzu Powązkowskim

Gustaw Ejsmont h. Korab (ur. 19 lipca 1880 w Zdołbunowie, zm. 11 lipca 1954 w Warszawie) – polski inżynier, urzędnik ministerialny w II RP

## Życiorys
Urodził się w 1880 jako syn Aleksandra Ejsmonta (1850–1903), urzędnika kolejowego i Zofii z Izdebskich (1859–1944). Jego braćmi byli Aleksander (1878–1924), Paweł (1879–1945) - obaj także urzędnicy kolejowi.
Był urzędnikiem Ministerstwa Komunikacji pełniąc stanowisko inspektora.
Jego żoną była Wiktoria z domu Rodziewicz (1879–1944).
Zmarł 11 lipca 1954. Został pochowany w grobowcu rodzinnym na cmentarzu Powązkowskim w Warszawie (kwatera 194-4-3).

## Ordery i odznaczenia
- Krzyż Kawalerski Orderu Odrodzenia Polski (11 listopada 1937)[4][5]
- Złoty Krzyż Zasługi (9 listopada 1932)[6]